# Linaria golestanensis
Linaria golestanensis är en grobladsväxtart som beskrevs av Hamdi och Assadi. Linaria golestanensis ingår i släktet sporrar, och familjen grobladsväxter. Inga underarter finns listade i Catalogue of Life.